# Agricultura de Israel

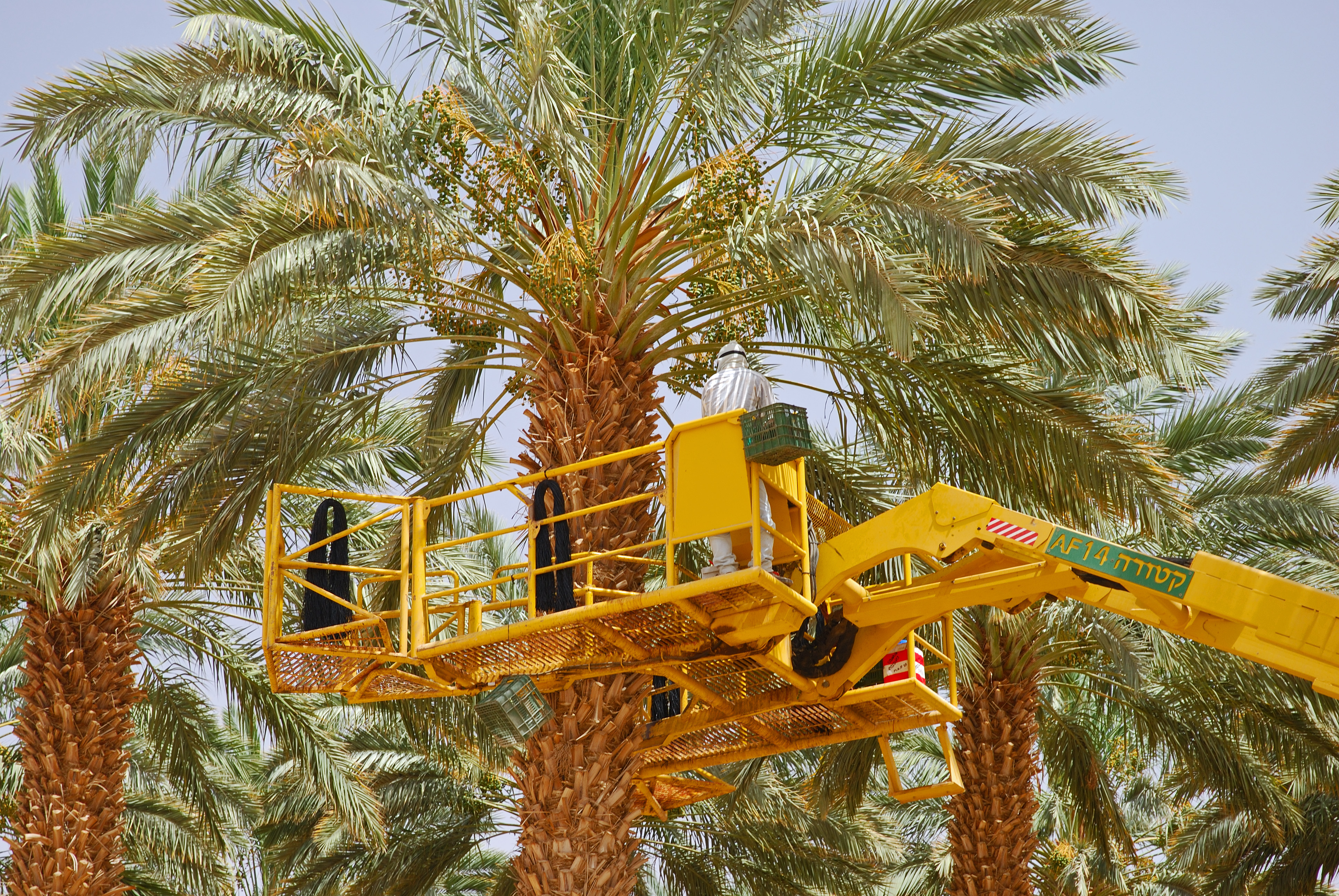
Colheita semimecanizada de tâmaras

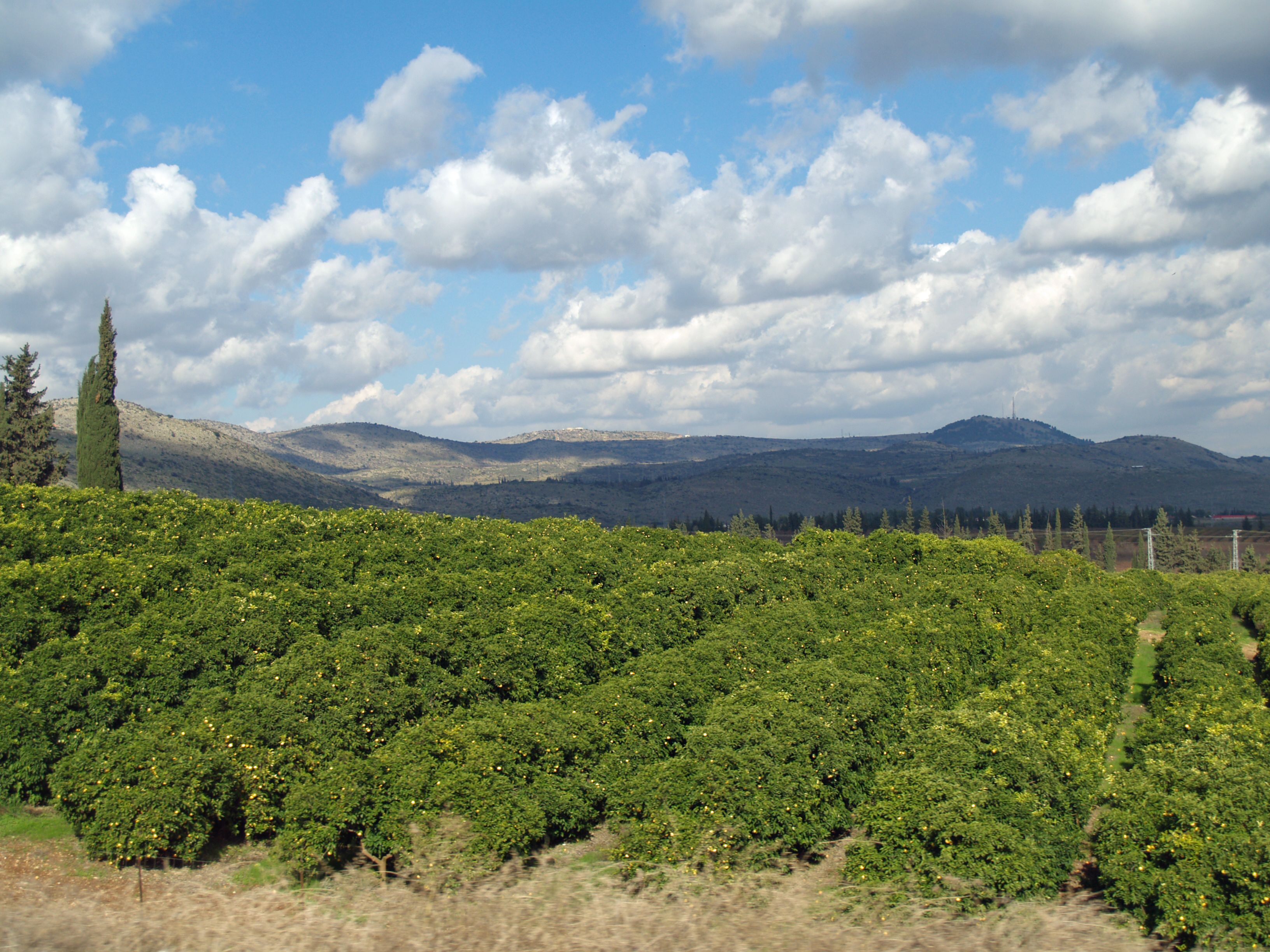
Cultivo de cítricos na Galileia

A Agricultura em Israel é um dos aspectos econômicos mais desenvolvidos. Israel é um grande exportador de produtos hortícolas e frutícolas, e líder mundial em pesquisa agrícola, apesar de sua geografia extremamente hostil à prática das atividades agrícolas. Mais da metade do país é composta de solos desérticos, com pouquíssima incidência pluviométrica e um clima hostil. Apenas 20% das terras de Israel são aráveis.
A agricultura representa 2,5% do PIB total e 3,6% das exportações. Enquanto os trabalhadores agrícolas israelenses representam apenas 3,7% da força de trabalho interna, eles produzem 95% dos produtos naturais consumidos dentro de Israel. Os 5% restantes são complementados com importações de cereais, sementes oleaginosas, carne, café, cacau e açúcar.
Israel possui dois tipos exclusivos de comunidades agrícolas, o kibbutz e o moshav. Ambos os sistemas foram desenvolvidos nos primórdios da imigração judaica para a antiga Palestina, no século XIX, e serviram como atrativos para o estabelecimento dos colonos que fundaram o moderno Estado de Israel a partir de 1948.

## História

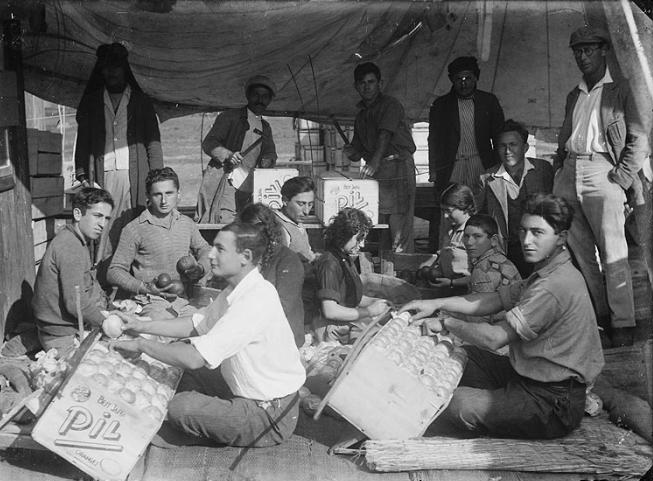
Empacotamento de limões em Hadera antes da Independência de Israel

As técnicas de agricultura moderna chegaram à antiga Palestina apenas no final do século XIX, quando os pioneiros colonos judeus começaram a se estabelecer em terras compradas por companhias internacionais. Estas fazendas foram adquiridas em regiões de semiárido abandonadas há séculos, onde o cultivo era considerado “impossível”. No entanto, estes núcleos pioneiros passaram a pesquisar técnicas de recuperação de solo, através da limpeza dos campos rochosos, a construção de terraços, drenagem de pântanos, dessalinização, reflorestamento, contenção de encostas etc. Em pouco tempo, desenvolveu-se uma prática padrão no trato com as terras locais que possibilitou a expansão dos projetos agrícolas e a aquisição de mais e maiores propriedades.
Desde a Independência de Israel, a área total cultivada aumentou de 165 milhares de hectares para 435 mil hectares, enquanto o número de comunidades agrícolas aumentou de 400 para 725 . A produção agrícola do país se expandiu 16 vezes, três vezes mais do que o crescimento da população.
A escassez de recursos hídricos é o maior problema que a agricultura de Israel enfrenta. A chuva cai entre os meses de setembro e abril, com uma distribuição desigual entre as regiões do país. A quantidade de precipitação é diminuta, variando a partir de 28 polegadas (70 cm) no norte do país a menos de duas polegadas (5 cm), no sul. Os recursos anuais de água renovável são de cerca de 5,6 bilhões de pés cúbicos (1,6 bilhões cu. m.), dos quais 75% são utilizados para a agricultura. A maioria das fontes de água doce de Israel são administradas pelo Estado e estão concentradas no norte do país.

## Atualidade

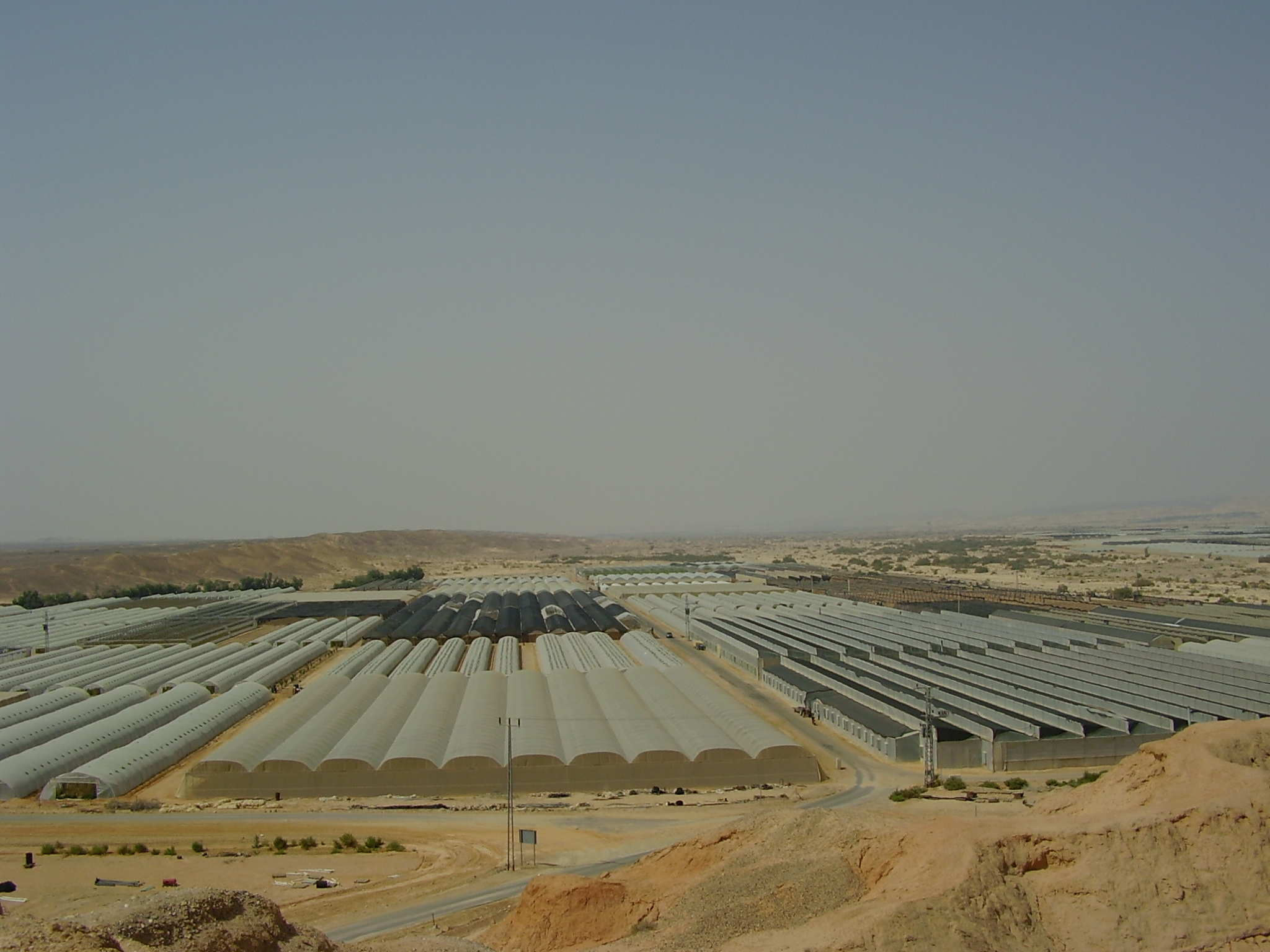
Cultivo em estufas

A importância da agricultura na economia de Israel tem decrescido ao longo do tempo, representando valores decrescentes do PIB. Em 1979, a agricultura foi responsável por pouco menos de 6% do PIB, em 1985, 5,1%, e hoje, 2,5%. Em 1995, existiam 43000 unidades de exploração agrícola, com um tamanho médio de 13,5 hectares. 19,8% destas tinham menos que um hectare, 75,7% possuíam 1-9 hectares, 3,3% tinham entre 10 e 49 hectares, 0,4% tinham entre 50 e 190 hectares, e 0,8% eram maiores que 200 hectares. Dos 380000 hectares cultivados em 1995, 20,8% estavam sob cultivo permanente e 79,2% em cultivo em rotação.

## Tipos de cultivo

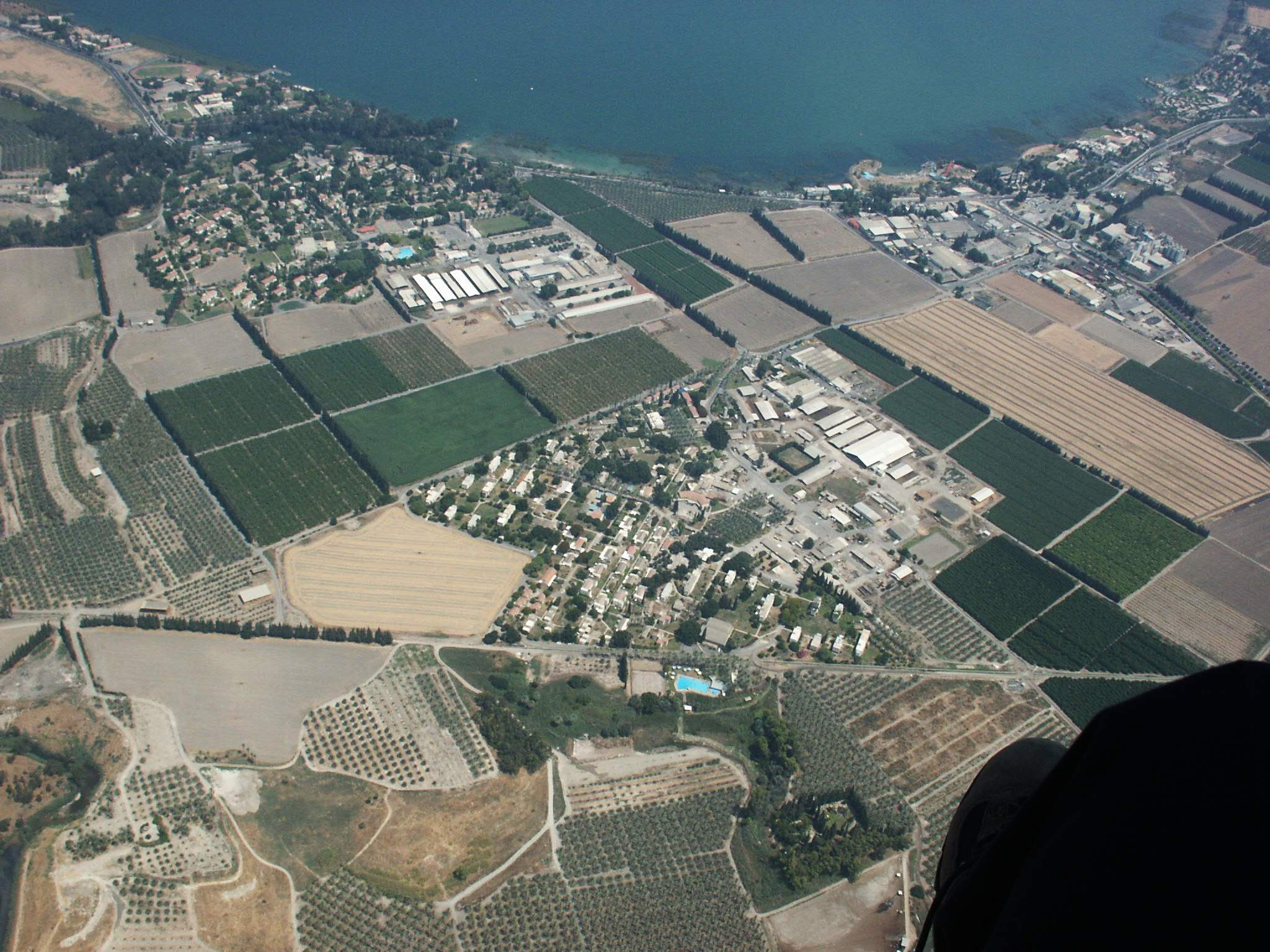
Campos ao redor do Kibutz Deganya

A maior parte da agricultura de Israel é baseada em princípios cooperativos, criados no final do século XIX e que evoluiu até sua forma atual ao longo do século seguinte. Israel é o berço de duas formas exclusivas de assentamentos agrícolas: o Kibutz (plural “kibutzim”) – comunidade coletiva em que os meios de produção, responsabilidades e lucros são de propriedade geral; e o Moshav (plural “moshavim”) –vila agrícola onde cada família tem direito a manter a sua própria casa e trabalhar em sua própria terra, enquanto a compra e comercialização são realizadas de forma cooperativa.

## Produção agrícola

### Frutas e legumes

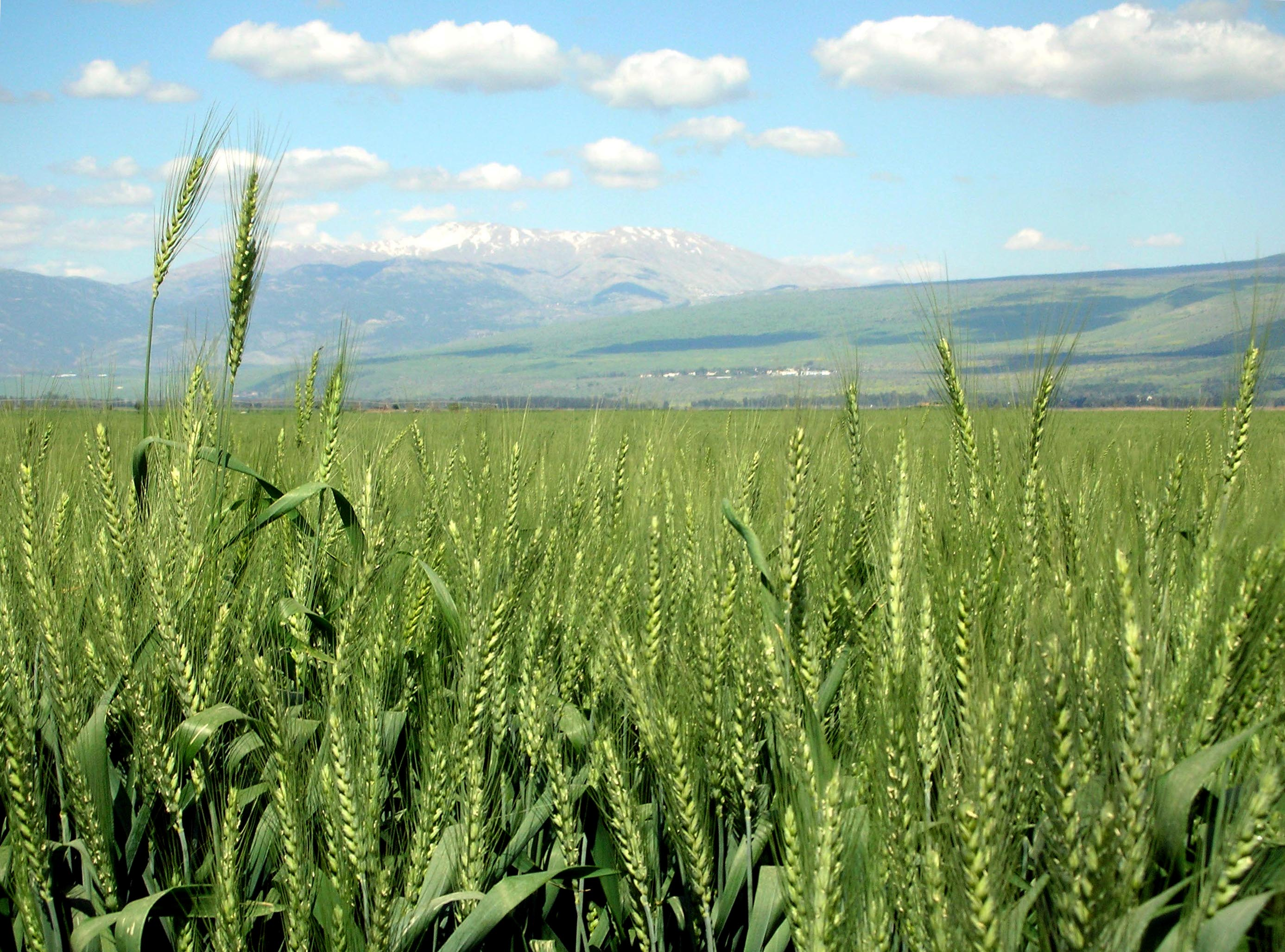
Cultivo de trigo no Vale do Hula.

Devido às enormes diferenças de tipos de solo e do clima em todo o país, Israel é capaz de cultivar uma grande variedade de produtos, mesmo com um território tão reduzido. A produção israelense inclui sorgo, trigo e milho.
As frutas e os legumes mais popularmente cultivados são os cítricos (abacaxi, laranja, limão e kiwi), bem como frutas típicas dos trópicos, como a goiaba, o abacate, a banana e a manga. Tomates, pepinos, pimentões e abobrinhas são cultivados em todo o país, enquanto os melões são colhidos durante os meses de inverno. Israel é um dos líderes mundiais em produção de citrinos frescos, incluindo grapefruit, tangerinas e os “pomelit”, um híbrido de laranja e pomelo desenvolvido localmente. As regiões subtropicais do país produzem tâmaras, enquanto nas colinas do norte as maçãs, pêras e cerejas são plantadas. Além disso, os vinhedos são encontrados em todo o país, o que impulsiona a crescente indústria vinícola israelense ganha o mercado mundial.
Mais de quarenta tipos de frutas são cultivadas em Israel. Além das cítricas, e incluem ameixas, nectarinas, morangos, pêra espinhosa (tzabbar), caquis, nêsperas (shesek) e romãs. Israel é o segundo maior produtor de nêsperas do mundo.
Em 1997, a produção de algodão rendeu um lucro de 107 milhões de dólares. A cultura de algodão ocupa 28.570 hectares de terra, irrigadas por gotejamento.

## Pecuária
As vacas de Israel produzem as maiores quantidades de leite por animal no mundo, com uma média de 10.208 kg (cerca de 10.000 litros) de leite em 2009, segundo dados publicados em 2011 pelo “Central Bureau of Statistics”, superando a produção dos Estados Unidos (9,331 kg por animal), Japão (7497), a União Europeia (6139) e Austrália (5601). Um total de 1.304 milhões de litros de leite foram produzidos em Israel no ano de 2010.
Todos os laticínios consumidos em Israel se originam de rebanhos da raça Israeli-Holstein, de alto rendimento e bastante resistentes às doenças do gado. Além disso, o leite de ovelhas, bastante apreciado no Oriente Médio, é exportado. Já a produção de aves, que constitui dois terços do consumo de carne, provem 85% dos moshavim.

## Pesca

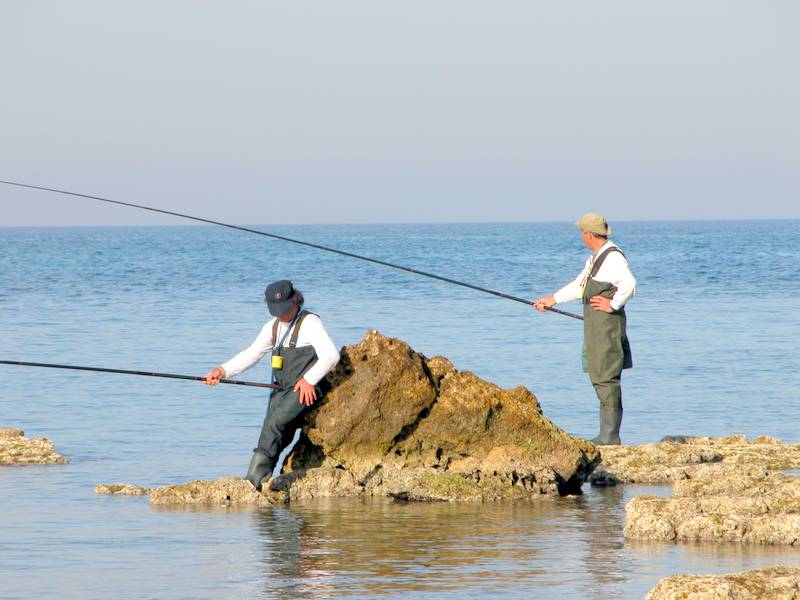
Pesca em Israel

O Mar Mediterrâneo tem a pesca de água salgada, enquanto a pesca de peixes de água doce ocorre no Lago Kineret (Mar da Galileia). Há também a extração de peixes de lagos artificiais nos kibutzim do Deserto do Negueve, com técnicas desenvolvidas localmente.
A pesca comercial no Mar Mediterrâneo tem diminuído significativamente devido ao esgotamento das reservas e o abastecimento de peixe fresco em Israel depende quase inteiramente da aquicultura.

## Flores
Israel produz grandes quantidades de flores, principalmente para exportação, e é um dos maiores produtores do mundo. As exportações em 2000 ultrapassaram 50 milhões de dólares americanos.

## Tecnologias agrícolas
Israel é líder mundial em pesquisa e desenvolvimento agrícolas, que levaram a um aumento drástico na quantidade e qualidade das lavouras do país. O esforço para aumentar a produtividade e a qualidade da cultura levaram ao desenvolvimento de novas variedades de sementes e plantas, bem como inovações, como uma substância condicionadora do solo (vermiculita), que, quando misturada com o solo local, aumenta o rendimento das culturas e irrigação por gotejamento.

### Agricultura orgânica

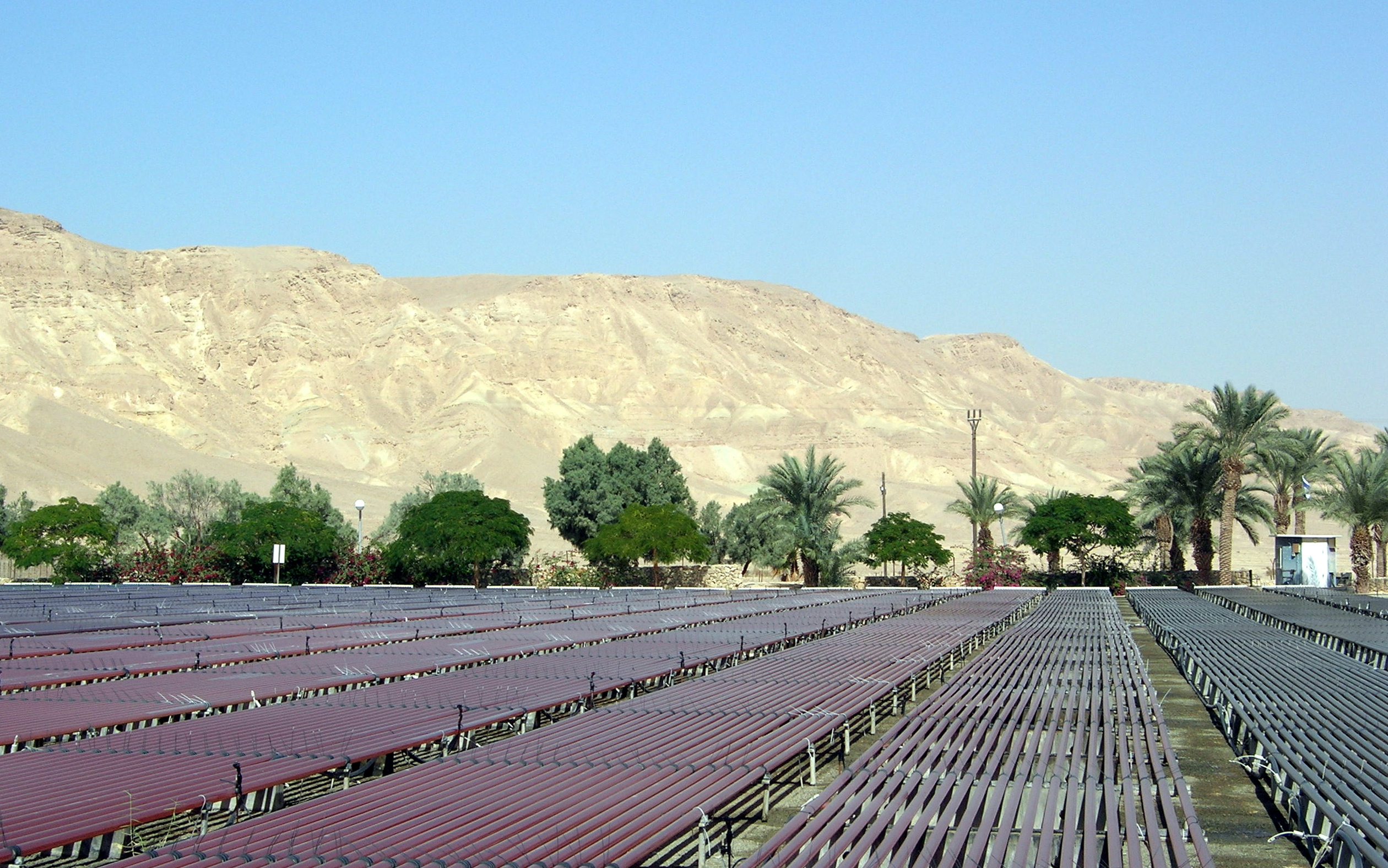
Aquacultura no Kibutz Ketura, no Deserto do Negueve

Os produtos orgânicos constituem 1,5% da produção agrícola total de Israel, e são responsáveis por 13% das exportações agrícolas. Israel tem 70 mil dunans de campos orgânicos. As culturas vegetais realizadas em campos abertos correspondem a 65% do uso da terra, os pomares de frutas ocupam 25%, os vegetais de estufa outros 6% e as ervas 4%.

### A regulamentação governamental
Os excedentes agrícolas estão quase erradicados do país graças às cotas de produção e de água destinadas para cada cultura, que estabilizaram os preços. As quotas de produção foram aplicadas à produção de leite, ovos, aves e batatas. O governo também incentiva a redução nos custos agrícolas tentando fomentar a agricultura especializada e também suspendendo a produção de culturas para as quais não existiam mercados suficientemente rentáveis. O Ministério da Agricultura também é responsável pela fiscalização do setor agrícola do país, atuando na manutenção dos padrões de plantas e da saúde dos animais, no planejamento agrícola e na pesquisa e marketing.

### Programas de cooperação internacional
O Estado de Israel possui um programa de cooperação internacional para saúde e agricultura nos países em desenvolvimento. O Mashav passou a atuar na África na década de 1950, com o envio de especialistas israelenses nestas áreas que instruíam os agentes locais com experiências e conhecimentos. No entanto, a partir de 1967, quando pressões dos países dos blocos socialista e islâmico impediram o prosseguimento do programa, o Mashav passou a se focar nos países latinoamericanos. Atualmente, o programa Mashav está presente também em países da Ásia (incluindo os países islâmicos que mantêm relações diplomáticas com Israel) e nos Territórios Palestinos, onde atua com consultoria, transferência de tecnologias agrícolas e projetos conjuntos.